# Wingate H. Lucas
Wingate Hezekiah Lucas, född 1 maj 1908 i Grapevine i Texas, död 26 maj 1989 i Bristol i Tennessee, var en amerikansk politiker (demokrat). Han var ledamot av USA:s representanthus 1947–1955.
Lucas efterträdde 1947 Fritz G. Lanham som kongressledamot och efterträddes 1955 av Jim Wright.
Lucas ligger begravd i Grapevine i Texas.